# Ardara, Sardinien
Ardara är en ort och kommun i provinsen Sassari i regionen Sardinien i Italien. Kommunen hade 778 invånare (2017).